# ایوان پیلود
ایوان پیلود (انگلیسی: Iván Pillud؛ زادهٔ ۲۴ آوریل ۱۹۸۶) بازیکن فوتبال اهل آرژانتین است. او کاپیتان باشگاه فوتبال راسینگ است که در پست دفاع راست بازی می‌کند.
وی همچنین در تیم ملی فوتبال آرژانتین بازی کرده‌است.